# Ernst Gaßner
Ernst Gaßner (* 22. Mai 1908 in Bingen; † 25. November 1988 in Darmstadt) war ein deutscher Ingenieur, der in Darmstadt lebte und forschte. Er war Mitbegründer des „Fraunhofer-Institut für Betriebsfestigkeit LBF“, dem heutigen Fraunhofer-Institut für Betriebsfestigkeit und Systemzuverlässigkeit (LBF), in Darmstadt.
Er legte den Grundstein für die Forschung im Bereich der Betriebsfestigkeit. Die nach ihm benannte Gaßner-Linie ähnelt der Wöhlerlinie, jedoch nicht unter der Annahme konstanter Amplituden. Nach Ermittelung eines typischen Lastkollektivs kann man eine Häufigkeitsverteilung der Amplituden ermitteln und diese für den Betriebsfestigkeitsversuch verwenden. 